# Karl-Henrik Ousbäck
Karl-Henrik Ousbäck, född 1993,  är en svensk trumslagare  och kompositör. Han har spelat trummor sedan tre års ålder och framträtt i konsertsammanhang sedan sju års ålder. Hans debutskiva Somewhere and Somewhen släpptes den 5 september 2017 på Nightingale Records.

## Diskografi
- Karl-Henrik Ousbäck, Somewhere and Somewhen, Nightingale Records
- Björn Arkö, Stating the Obvious, Do Music Records
- Kasper Agnas, Både Takt och Ton, Agnas Musikproduktioner
- Filippe Raposo, inquiétude, Lugre Records

## Priser och utmärkelser
- Kungl. Musikaliska Akademiens Ungdomsstipendium år 2008
- Motala kommuns Musikstipendium år 2009
- Solistpris i Louie's Jazztävling år 2011
- Vinnare i Jazzfinal på Fasching år 2012
- Motala Kommuns Utvecklingsstipendium 2013
- Ronnie Gardiner "Drummer deserving Wider Recognition" 2014
- Kungliga Musikhögskolans Lokala Stipendium 2015
- Kungl. Musikaliska Akademiens Nationella stipendium 2015
- Anders Sandrews Stiftelse 2015
- Faschings Vänners Stipendium 2016